# Alicia Porro
Alicia Porro Freire de Maciel (17 tháng 5 năm 1908   Montevideo – 24 tháng 11 năm 1983), là một nhạc sĩ và nhà thơ người Uruguay, người đã sử dụng bút danh Tacón de Fierro, cho các tác phẩm âm nhạc của mình, và Margarita Irigoyen để ký các bản in của mình, một số trong đó minh họa bìa sách của cô.

## Đời sống
Cô sinh ra ở Montevideo, Uruguay, vào ngày 17 tháng 5 năm 1908. Cha mẹ cô là Francisco F. Porro và Fermina Freire.
Năm 1938, cô tốt nghiệp Trường Y của Đại học Cộng hòa với tư cách là bác sĩ sản khoa, và sau đó thực hành trong thực hành tư nhân của mình và trong Hợp tác xã. Năm 1945, cô đã đạt được danh hiệu thủ thư và sau đó, cô thành lập Thư viện trẻ em số 1 của Hội đồng Giáo dục Tiểu học, một tổ chức mà cô cũng phụ trách dự án về báo chí học đường, từ 1937 đến 1956.
Luôn liên kết với Giáo dục, Alicia Porro đã tham gia vào một số chương trình và dự án cho trẻ em Uruguay. Năm 1941, cô thành lập tạp chí Compañeros, một tờ báo của trường với số lượng in 24.000 bản và một câu lạc bộ trẻ em cùng tên, nơi cô đã tổ chức các hội thảo bằng Esperanto. Bà cũng lãnh đạo Legion del Soldadito Verde, một sáng kiến nhằm truyền bá lợi ích của vắc-xin, sự nguy hiểm của việc hút thuốc và uống đồ uống có cồn, được hỗ trợ bởi các tổ chức công cộng quốc gia.
Alicia Porro đã xuất bản tác phẩm viết, âm nhạc và đồ họa của mình, và cũng tham gia vào các chương trình phát thanh và truyền hình. Vào cuối năm 1928, một chương trình phát thanh bắt đầu trên CX26, với tên Señorita Lily, Porro là một trong những giọng nữ đầu tiên ở Uruguay và ở Montevideo phụ trách chương trình kéo dài một giờ. Điều này dẫn đến một số sự tham gia trong đài phát thanh, CX 8, CX12, CX 18, CX 32, Cx38 Sodre. Trên truyền hình, cô xuất hiện trên Kênh 4, trên các chương trình "Truyền hình giáo dục" và "Liên minh các bà mẹ". Bà là phóng viên văn học của các tạp chí Orientación (Buenos Aires), Savia (Ecuador), Hostos (Puerto Rico), và Páginas Selectas (Quito).
Alicia Porro được coi là một trong những nhà thơ trẻ của "thế hệ mới" của chủ nghĩa Mỹ, từ những năm 20. Cô được so sánh với Delmira Agustini và Juana de Ibarbourou.